# 中山峠写真の森美術館
中山峠写真の森美術館（なかやまとうげしゃしんのもりびじゅつかん）は、北海道虻田郡喜茂別町にかつて存在した美術館。国道230号に面し、道の駅望羊中山と連絡通路で接続していた。本項目では、前身・後身となる「中山峠森の美術館」（なかやまとうげもりのびじゅつかん）についても解説する。

## 概要
中山峠の観光拠点化の促進を目的として1999年7月に着工し2000年1月に運営を担う第三セクター「中山峠地域振興公社」を設立、総工費4億5,900万円で2000年2月に竣工。6月に「中山峠森の美術館」として開業し、当初は動物写真家の嶋田忠の写真を中心に扱う「嶋田忠ネイチャーアートフォーラム」とエミール・ガレのガラス工芸やルイ・マジョレルの家具等を展示する「アール・ヌーボーコレクション」の2分野を常設展示し、2002年7月には屋外彫刻5点を設置したが、入場者数の低迷により2003年8月に閉館。
その後2004年度は休館し中山峠美術館活用検討委員会を開設し再活用方法を検討、2005年には5,612万円の工費をかけ美術館整備事業として道の駅望羊中山本館との連絡橋等を整備し3月に加森観光が指定管理者となり、特定非営利活動法人「北海道を魅せる写真家集団」が運営を引き継ぎ、7月23日に「中山峠写真の森美術館」としてリニューアル開業。北海道における人々の暮らしや自然、野生の動物などを題材とした写真で、北海道の魅力を伝える美術館をコンセプトとした。美術館のデザインは北海道の自然を意識して木を用いたものが非常に多くなっている。2006年には年間来館者がピークとなる約3.4万人を数えた。
2011年4月29日には「中山峠森の美術館」として再開館し、新北海道美術協会・全道美術協会・北海道美術協会の会員といった、北海道内の作家の絵画や彫刻などを展示したが、2016年春の屋根の大規模損壊やエレベーター・屋根の修繕の必要性が生じるといった建物の老朽化が生じ、美術品の安定管理が困難で来館者数も低迷していることから今後の存続が困難として喜茂別町は指定管理者の加森観光や本館の美術活動を担った北海道美術協会会員の西田陽二と協議の上閉館の方針を決定、2017年11月5日をもって閉館。2018年に解体されたが、美術館周辺に設置された屋外美術作品の一部が残存している。

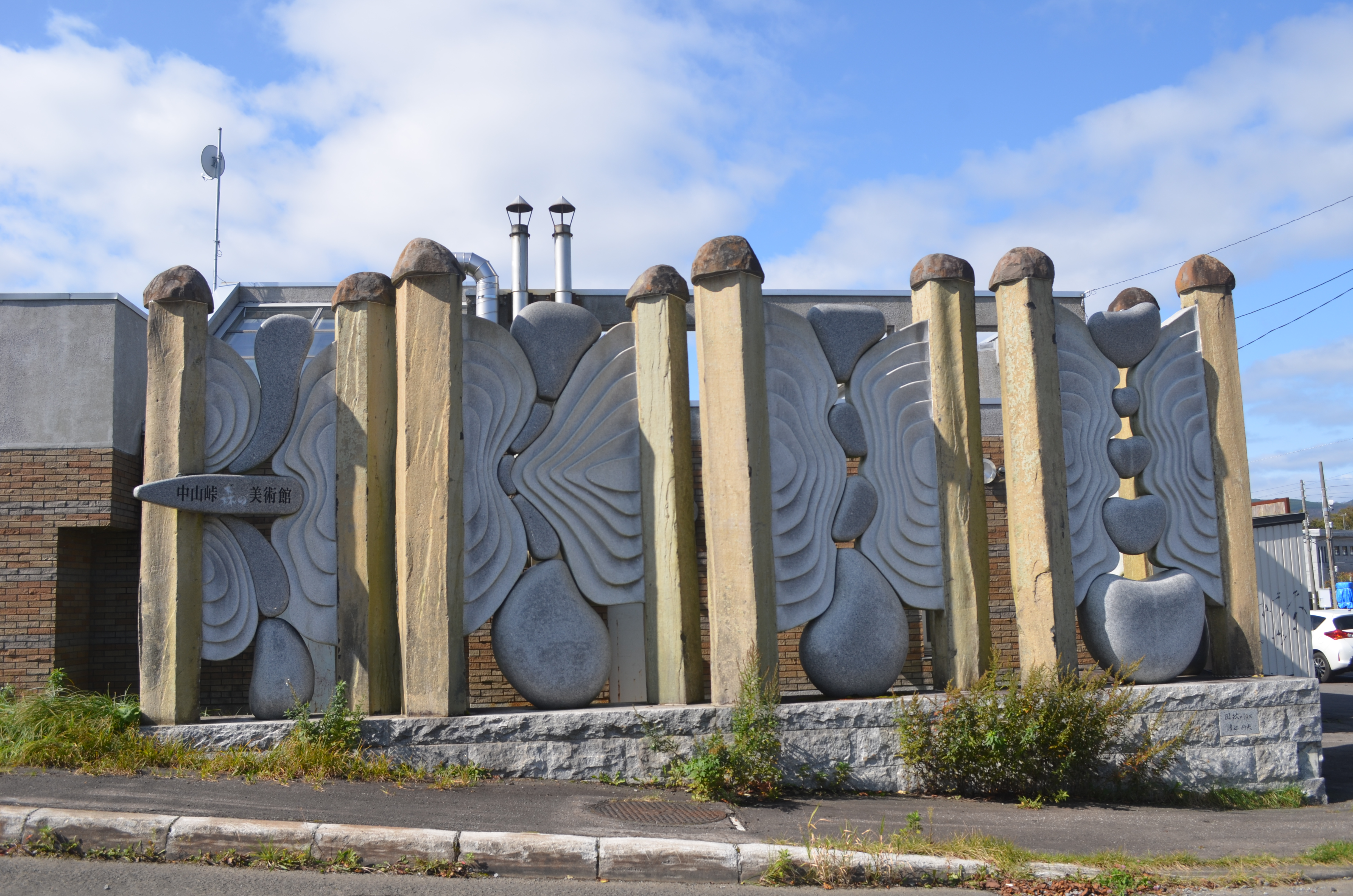
閉館後も残存する美術館への案内彫刻 渡辺行夫作「風紋のしるべ」（2023年）

## 館内
いずれも「中山峠写真の森美術館」時代のもの。

### 1階
館内1階はティーラウンジやミュージアムショップのほか、様々な種類のギャラリーや観光案内の機能を持つ施設で主に構成されている。また、建物の屋外にも数々の彫刻家が制作した屋外彫刻作品も設置されており、札幌市民芸術賞を受賞した阿部典英や、中原悌二郎賞の優秀賞を受賞した小田襄、舟越桂らの作品が含まれている。また、美術館の周囲には森林があり、訪れる人々が散策・野鳥の観察や森林浴を楽しむことができるようになっている。
館内にあるティーラウンジは木目調の落ち着いたデザインで統一された室内のほか、椅子やテーブルが設置されており、外側のウッドデッキに出て森の雰囲気を体感しながら軽食を楽しむことができる。
観光案内施設としては北海道におけるシーニックバイウェイなど観光情報や道内の各道路で行われている取り組みなどを写真や大型モニターによる映像で展示する「シーニックバイウェイプラザin中山峠」や、後志観光連盟「しりべしiネット」を用いた後志支庁地域の観光情報を提供する観光案内所「喜茂別iセンター」が設置されていた。
ミュージアムショップでは主にプロの写真家が撮影した写真のポストカード・DVDやオリジナルクッキー、「北海道を魅せる写真家集団」が出版の監修や企画に携わったアイヌに関連した書籍などのグッズを販売。イベント等を開催できるセミナールームを兼ねたDVDシアターもあり、北海道における野生の動物や自然に関する内容の映像を放映していた。
その他、ギャラリーAからDまでの4つの展示室と、スペシャルギャラリーA「嶋田忠」があり、道の駅望羊中山とをつなぐ屋根つきの連絡通路には、羊蹄山展望コーナーが設けられていた。

### 2階
館内2階は、スペシャルギャラリーB「深山治」、スペシャルギャラリーC「後藤昌美」、スペシャルギャラリーD「松村隆」の3つの展示室で主に構成されており、各種写真展示会や企画展などが開催されている。企画展としてそれぞれ、「Spirit of Nature ～光と影の大地～（ギャラリーB）」、「知床・生命の聖域（ギャラリーC）」、「追分の陰影・江差（ギャラリーD）」が行われており、北海道の自然や歴史に則した題材を扱う写真が展示されていた。

## 施設概要
- 所在地: 北海道虻田郡喜茂別町字川上345番地、「道の駅望羊中山」隣
- 開館時間: 午前9時から午後5時まで
- 入館料: 無料
- 休館日: 5月から11月までは無休、12月から4月までは毎週月曜日が休館
- 建物：木造一部鉄筋コンクリート 地下1階2階建て[2]
- 延床面積：約1260平米[2]